# The Kennel Club

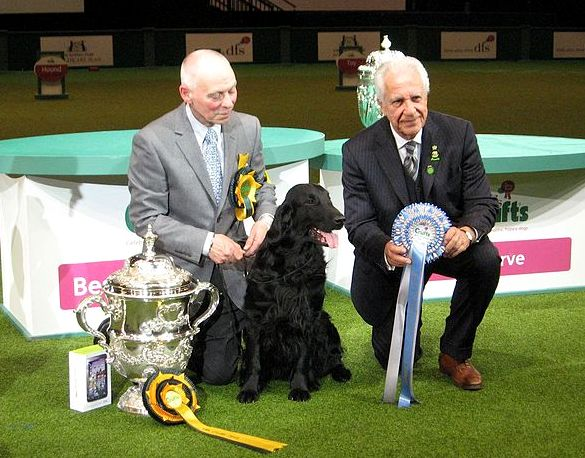
Vainqueurs du Cruft 2011

The Kennel Club est l'association cynologique la plus importante du Royaume-Uni. Fondé le 4 avril 1873, le Kennel Club est historiquement la première société cynologique du monde.
C'est le Kennel Club qui organise l'exposition Crufts. La méthode de sélection initiée par le club pour se rapprocher de "race pure" a été à l'origine de traits physiques poussés à l'extrême pouvant se rapprocher de la maltraitance animale (arrière-train affaissé chez le berger allemand…).